# TAKAYO
TAKAYO（タカヨ、1985年6月13日 - ）は、日本の元歌手、元ギタリスト。本名は大越 貴代（おおこし たかよ）。ZONEの元メンバー。北海道札幌市出身。かつての所属芸能事務所はランタイムミュージックエンタテインメント。かつての所属レコード会社兼レーベルはダイキサウンド。血液型はA型。

## 概要
芸能養成スクールのスタジオ・ランタイムに入所し1998年に当時ダンス&ボーカルグループであったZONEに加入、初代リーダーを務める。
2001年にシングル「GOOD DAYS」でメジャーデビュー。当初はバンドルとしてギターは当て振りだったが、シングル「secret base〜君がくれたもの〜」以降は次第に習熟し生演奏するようになる。
2003年に短期大学進学のため『第54回NHK紅白歌合戦』を最後に脱退した。
短期大学を卒業後の2006年、Takayoに改名しブログを開設。以後はインディーズでのCD発売やイベントへの出演を主に活動していたが、2009年以降は表立った活動を行っておらず、2011年のZONEの再結成にも参加していない。2024年のMIZUHO芸能活動再開時のインタビューにて、現在も彼女がTAKAYOを含めたMIYUを除くメンバーと連絡を取っていることが明かされている。

## ディスコグラフィ

### ミニアルバム
|     | 発売日       | タイトル        | 規格   | 規格品番  | 収録曲                                                                                                  |
| --- | ------------ | --------------- | ------ | --------- | --- |
| 1st | 2007年6月6日 | My Best Friends | CD+DVD | DLPS-2004 | 1. My Best Friends 2. Butterfly 3. Blue Star 4. Rain〜MAKIKI mix〜 5. Angel 6. Butterfly〜Piano Version |

## 使用機材

### ギター
エレクトリック・ギター
- Fender Telecaster Thinline Limited 69 Candy Apple Red
- Fender Telecaster Deluxe Nashville  Brown Sunburst
- Fender Stratocaster Deluxe Fat Floyd Rose Black
- Fender American Vintage Series '62 Jazzmaster

アコースティック・ギター
- Guild S4CE Natural
- Fender Malibu SCE

### その他
- Fender Cyber Twin Head / Showman 412（アンプ）
- ワイアレス・システム（サムソン UR-5D）